# Líbano en los Juegos Olímpicos de Moscú 1980
Líbano estuvo representado en los Juegos Olímpicos de Moscú 1980 por un total de 15 deportistas masculinos que compitieron en 8 deportes.

## Medallistas
El equipo olímpico libanés obtuvo la siguiente medalla:
| Nombre        | Deporte            | Competición |
| ------------- | ------------------ | ----------- |
| Oro           |                    |             |
| —             |                    |             |
| Plata         |                    |             |
| —             |                    |             |
| Bronce        |                    |             |
| Hasan Bechara | Lucha grecorromana | +100 kg M   |